# Litauen i olympiska sommarspelen 1924
Litauen deltog med 13 deltagare vid de olympiska sommarspelen 1924 i Paris. Ingen av landets deltagare erövrade någon medalj.